# Beschäftigungsschwelle

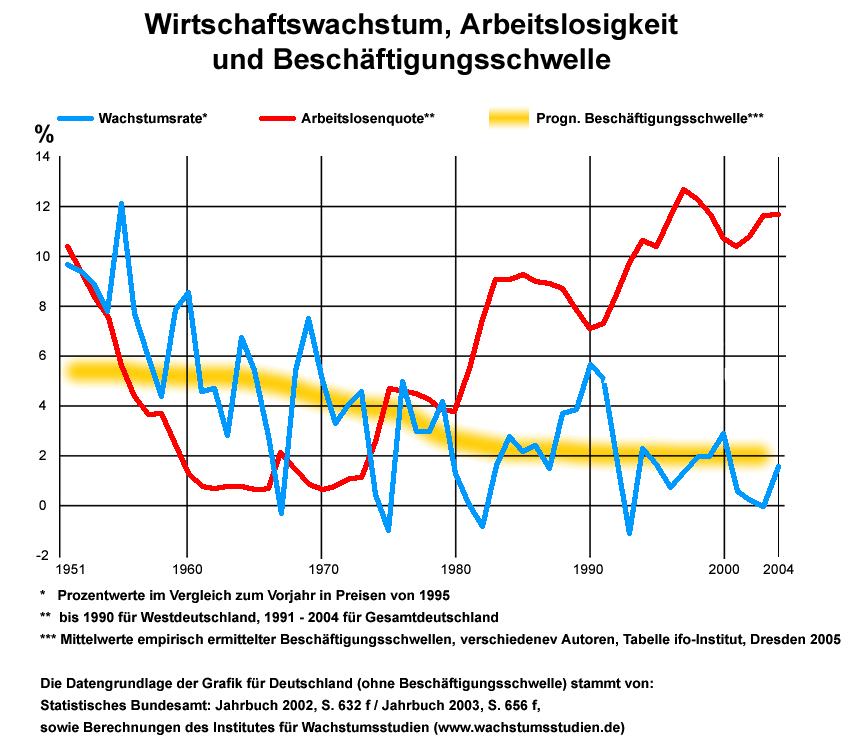
Beschäftigungsschwelle in der Bundesrepublik Deutschland

Die Beschäftigungsschwelle ist ein volkswirtschaftlicher Begriff und wird als Zusammenhang zwischen steigendem Bruttoinlandsprodukt und steigender Beschäftigung angegeben. In der Vergangenheit waren in Deutschland rund 1 %–1,5 % BIP-Wachstum notwendig, um die Erwerbstätigkeit um 1 % zu erhöhen.
Sie muss von der Arbeitslosigkeitsschwelle unterschieden werden, da es neben Erwerbstätigkeit und Arbeitslosigkeit zumindest auch noch die stille Reserve gibt, daher sind die Zahlen nicht einfach gegensätzliche Betrachtungen, sondern tatsächlich verschieden.
Bei der Arbeitslosigkeitsschwelle wird der Zusammenhang zwischen steigendem Bruttoinlandsprodukt und Arbeitslosenquote betrachtet. Durch den Anstieg der Produktivität und dem Anstieg der Nachfrage ändern sich die Wirtschaftsverhältnisse im Laufe der Zeit. Verschiedene Untersuchungen haben einen negativen empirischen Zusammenhang zwischen dem Anstieg der Arbeitslosigkeit und dem Anstieg des Bruttoinlandsprodukts gefunden (Verdoorn-Gesetz, Okunsches Gesetz). Mit diesen Gesetzen wird eine Beschäftigungsschwelle postuliert, nach der ein bestimmtes Wirtschaftswachstum notwendig ist, damit die Arbeitslosigkeit nicht zunimmt, bzw. bei Übersteigen der Beschäftigungsschwelle abnimmt.

## Kritik
Weiterhin ist zu beachten, dass die genannten Zusammenhänge keine unbestrittenen Tatsachen sind. So berichtet Holger Schäfer vom Institut der deutschen Wirtschaft Köln:

„Das aus dem Gesetz von Verdoorn abgeleitete Konzept der Beschäftigungsschwelle postuliert einen kausalen Zusammenhang, nach dem das Beschäftigungswachstum vom Wirtschaftswachstum abhängt. Die theoretische Fundierung kann zum einen diese Kausalität kaum stützen. Zum anderen ist die beobachtbare Korrelation beider Größen empirisch nicht stabil. Die Höhe der Beschäftigungsschwelle hängt nicht unwesentlich davon ab, welcher Stützzeitraum für ihre Berechnung herangezogen wird. Ein empirischer Test für verschiedene Zeiträume kann für Deutschland letztlich keine Hinweise darauf geben, wo die Gründe der gegenwärtigen Beschäftigungsprobleme liegen. Auch das Gesetz von Okun, das einen Zusammenhang zwischen dem Wirtschaftswachstum und der Arbeitslosigkeit beschreibt, eignet sich nicht zur Erklärung der Arbeitslosigkeit. Gleichwohl deuten die Befunde darauf hin, dass der deutsche Arbeitsmarkt nur gering auf konjunkturelle Impulse reagiert.“